# ITdaily
ITdaily is een Belgische Nederlandstalige ICT-website van uitgever ForLink BV met dagelijks nieuws en achtergrondstukken rond zakelijke IT. 
Het doelpubliek is zowel het mkb of kmo als onderneming. Men richt zich op acht thema's, te weten zakendoen, clouddiensten, data en communicatie, DevOps, infrastructuur, kantoorinrichting en gegevensbeveiliging. Het richt zich op IT-professionals en besluitmakers. De ICT-website toont innovaties, testen, verdieping, reportages en andere praktische verhalen. Er is een vast redactieteam onder leiding van hoofdredacteur Cédric Van Loon. De redactie is gevestigd in Geel.
De website werd opgericht op 28 oktober 2020 als vervanger voor Techzine.be, de Belgische versie van Techzine. Sinds de lancering van ITdaily staat de ICT-website volledig op zichzelf en richt zich enkel op de Belgische markt.